# 三萩せんや
三萩 せんや（みはぎ せんや、1985年 - ）は、日本の小説家。兼業作家で、大学図書館勤務。宮城県生まれ、埼玉県在住。東京農業大学卒業。

## 経歴・人物
『一刀両断のアンバー・キス』（受賞時タイトル『錠紋抜器ノ秘鍵使イ』）で第7回GA文庫大賞の奨励賞を、『たま高社交ダンス部へようこそ』（受賞時タイトル『Shall we ダンス部？』）で第20回スニーカー大賞《春》の特別賞を、『神さまのいる書店 まほろばの夏』（受賞時タイトル「裏道通り三番地、幻想まほろば屋書店」）で第2回ダ・ヴィンチ「本の物語」大賞の、三作品で受賞。

## 作品リスト

### 単行本

#### 神さまのいる書店シリーズ
1. 神さまのいる書店 まほろばの夏（2015年7月 KADOKAWA / 2018年9月 角川文庫）
2. 神さまのいる書店 冬を越えて咲く花（2016年3月 KADOKAWA / 2018年11月 角川文庫）
3. 神さまのいる書店 想い巡りあう秋（2018年10月 KADOKAWA）

#### 一刀両断のアンバー・キスシリーズ
1. 一刀両断のアンバー・キス（2015年11月 GA文庫）
2. 一刀両断のアンバー・キス 2（2016年3月 GA文庫）

#### 異世界図書館へようこそシリーズ
1. 異世界図書館へようこそ（2016年4月 角川スニーカー文庫）
2. 異世界図書館へようこそ 2（2016年10月 角川スニーカー文庫）

#### 魔法使いと契約結婚シリーズ
1. 魔法使いと契約結婚 ふしぎな旦那様としあわせ同居生活（2019年5月 双葉文庫）
2. 魔法使いと契約結婚 2 あぶない後輩とやきもちな旦那様（2019年10月 双葉文庫）

#### 後宮妖幻想奇譚シリーズ
1. 鳳凰の巫女は時を舞う 後宮妖幻想奇譚（2020年5月 双葉文庫）
2. 鳳凰の巫女は時に惑う 高級妖幻想奇譚 2（2020年11月 双葉文庫）

#### 豆しばジャックは名探偵シリーズ
1. 豆しばジャックは名探偵 迷子のペット探します（2020年5月 光文社文庫）
2. 豆しばジャックは名探偵 2 恋も事件も匂います（2021年1月 光文社文庫）

#### リモート授業になったらクラス1の美少女と同居することになったシリーズ
1. リモート授業になったらクラス1の美少女と同居することになった（2022年3月 GA文庫）
2. リモート授業になったらクラス1の美少女と同居することになった 2（2022年7月 GA文庫）

#### ノンシリーズ
- たま高社交ダンス部へようこそ（2015年8月 角川スニーカー文庫）
- 図書館ホスピタル（2016年7月 河出書房新社）
- アゲハの公約（2017年9月 河出書房新社）
- 拝啓、最果ての勇者様へ 竜王の姫とめぐる旅（2018年2月 角川スニーカー文庫）
- 鎌倉やおよろず骨董堂 つくも神探偵はじめました（2018年6月 双葉文庫）
- 犬神様のお気に召すまま（2020年9月 ポルタ文庫）
- 陰陽師学園　～おちこぼれと鬼の邂逅～（2021年12月 マイナビ出版ファン文庫）
- 食いしんぼう魔女の優しい時間（2022年9月 光文社キャラクター文庫）
- 大正陰陽師 〜屍鬼の少年と百年の復讐〜（2023年8月 マイナビ出版ファン文庫）
- 宝石喰いの悪女（2024年4月 双葉文庫）

#### ノベライズ
- 小説 夜明け告げるルーのうた（2017年5月 KADOKAWA）- 原作：湯浅政明
- 映画ノベライズ 弱虫ペダル（2020年7月 角川文庫）- 原作：渡辺航 / 脚本：板谷里乃、三木康一郎
- 時守たちのラストダンス（2021年10月 河出書房新社）- 原作：東堂いづみ
- 七夕の夜におかえり（2021年10月 河出書房新社）

### 単行本未収録作品
- 積読の山（『ダ・ヴィンチ』(2015年9月号) 本をめぐる短編 書き下ろしシリーズ）